# Estação arqueológica da Foz dos Ouriços
A Estação arqueológica da Foz dos Ouriços é uma zona onde foram encontrados vários vestígios arqueológicos da cultura mirense, situada nas proximidades da praia da Foz dos Ouriços, no Município de Odemira, em Portugal.

## Descrição
O sítio arqueológico da Foz dos Ouriços é uma estação ao ar livre, onde foram encontrados vários níveis de concheiro. Está situada numa faixa de terreno a Norte de um barranco, perto da povoação de Almograve. O local em si é composto por paleossolo entre formações de dunas, que a dividem em três zonas distintas.
Na primeira foram encontrados materiais macrolíticos de feição mirense, especialmente lascas de tamanhos distintos, com uma disseminação desordenada, que não indicava uma organização espacial do terreno. As lascas foram repartidas em três categorias, das quais quatro eram do tipo tayacense, com um ângulo entre os planos de percussão e de separação inferior a 110°, três retocadas, e outras 32 de formas atípicas. Quanto à segunda área, situada mais a Norte, foram identificadas três estruturas para combustão, situadas a cerca de 4 a 5 m de distância entre si, e alinhadas de Noroeste para Sudeste. Eram formadas por montículos de areia sobrepostos por fragmentos de grauvaque em tons rosa claros e cinzentos esbranquiçados, criados por aquecimento. Os blocos de grauvaque, de grandes dimensões, poderiam ter feito parte de cabanas. Estas lareiras eram semelhantes a outras encontradas noutros sítios arqueológicos mirenses ao longo da costa, incluindo as do Medo Tojeiro e dos Palheirões do Alegra. As peças encontradas na zona das lareiras incluem termoclastos, pesos de rede e chumbeiras, cinco machados mirenses, e uma grande quantidade de seixos trabalhados, truncados e raspadores. Os seixos truncados eram em número de quinze, dos quais doze apresentavam talhe unifacial e dois bifacial, enquanto que os raspadores foram divididos em três categorias, sendo catorze de talhe unifacial, oito de talhe bifacial, e nove que tinham um talhe em mais de metade da sua periferia. No sítio arqueológico destaca-se também a presença de vários núcleos, percurtores e restos de talhe.
A estação da Foz dos Ouriços apresenta várias semelhanças com outras encontradas na costa do Baixo Alentejo, sendo provavelmente um local de paragem dos povos mirenses, possuindo um acesso privilegiado ao oceano através do barranco, para as actividades de pesca. Com efeito, além das peças líticas também foram encontradas cascas de moluscos.

## História
Os vestigios encontrados no local apontam para uma ocupação durante o período mesolítico.
O sítio arqueológico foi encontrado pelo arqueólogo Carlos Penalva, durante trabalhos de prospecção na costa litoral do Baixo Alentejo, em Agosto de 1979. A estação foi alvo de trabalhos de levantamento em 1995, e de prospecção em 1998.